# ノジアオイ

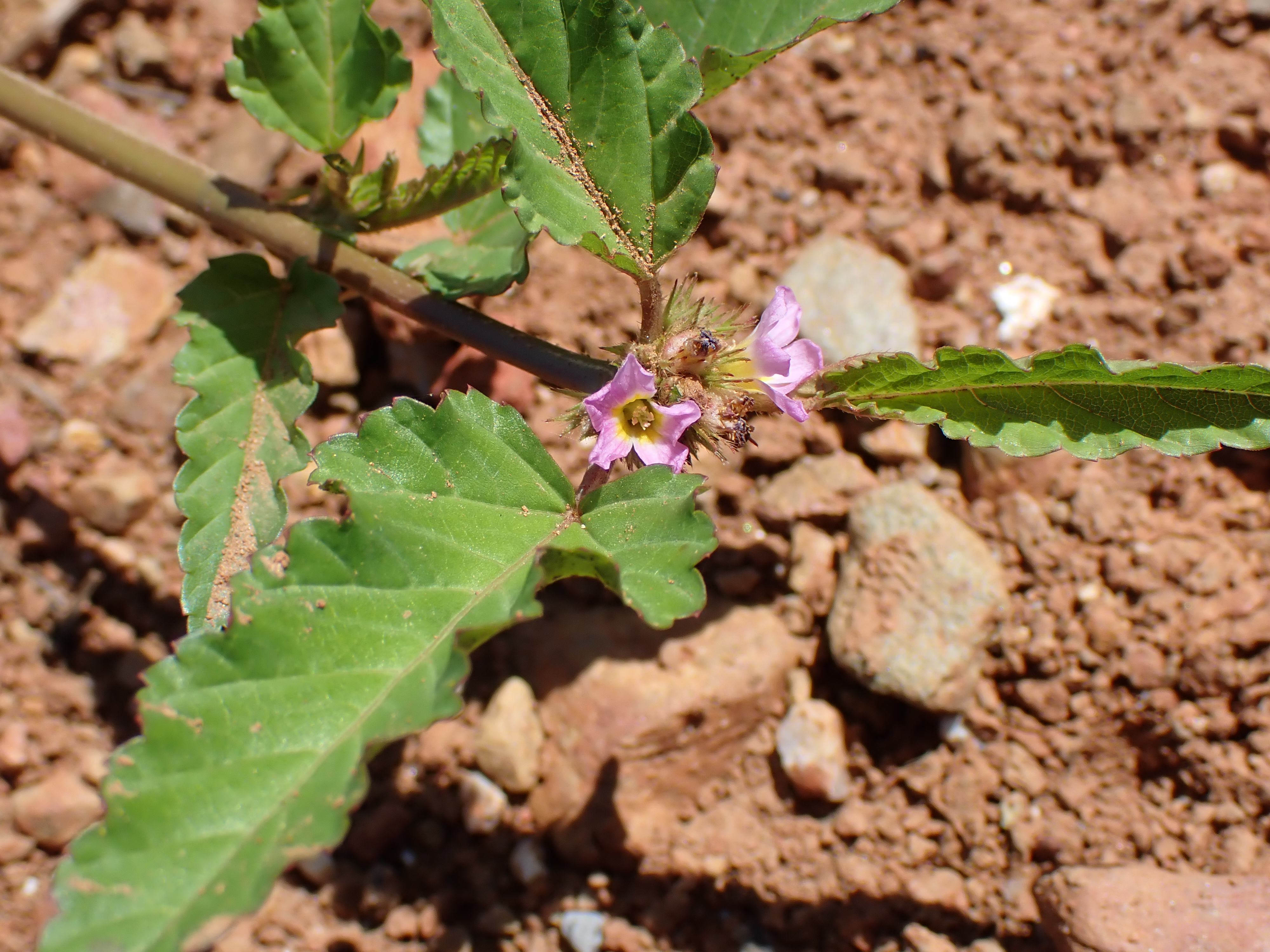
頭状花序（2025年6月 沖縄県石垣市）

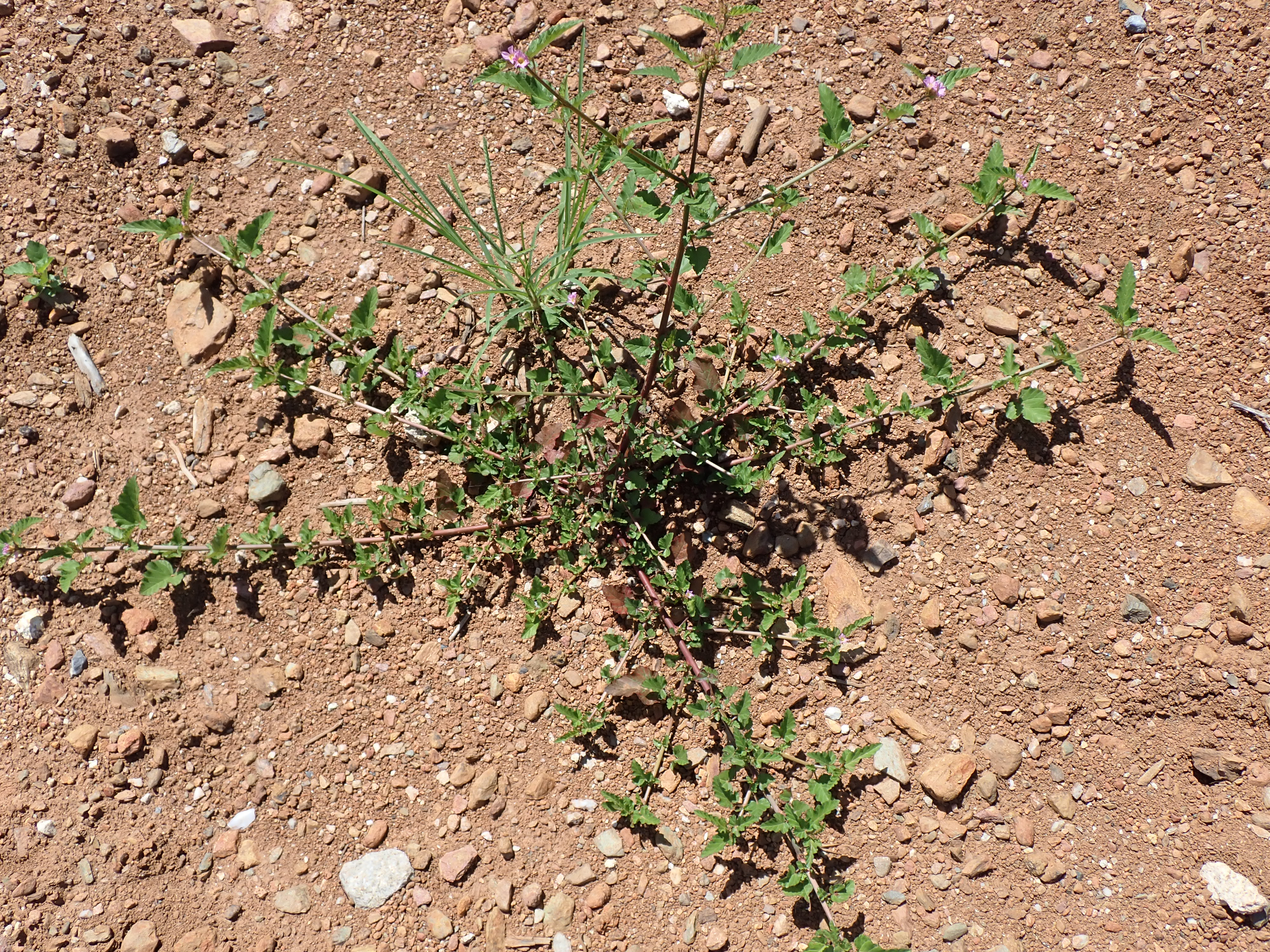
畑地に生育（2025年6月 沖縄県石垣市）

ノジアオイ（学名：Melochia corchorifolia）はアオイ科ノジアオイ属の一年生～多年生草本。旧アオギリ科。

## 特徴
高さ30–90 cm。茎はやや木質で強靭。葉は卵形～長三角形、縁辺に低い鋸歯があり、葉身は波打つ。葉柄は短いとも葉身とほぼ同長ともされる。葉柄の基部に糸状の托葉がある。花は頭状に集まる。花の中心付近は黄色い。花弁は5枚で長さ7 mmほど、白色、桃色～淡紫色で倒卵形。開花期は夏～秋。雄しべは5個。

## 分布と生育環境
熱帯アジア原産とされ、オーストラリア、北アメリカ、アフリカに広く帰化。東南アジアでは水田や畑の雑草とされる。国内では四国、九州、南西諸島に分布。海に近い所に生育する。国内自生の他、近年は港湾付近や米軍基地、牛糞を撒いた畑地などで発生がみられ、これらは帰化したものと考えられている。

## 近縁種
同属のキダチノジアオイ M. villosissimaは低木で、葉柄が葉よりはるかに短い。小笠原（硫黄列島）の海岸などの岩礁地に産する。